# Rathaus (Tirschenreuth)

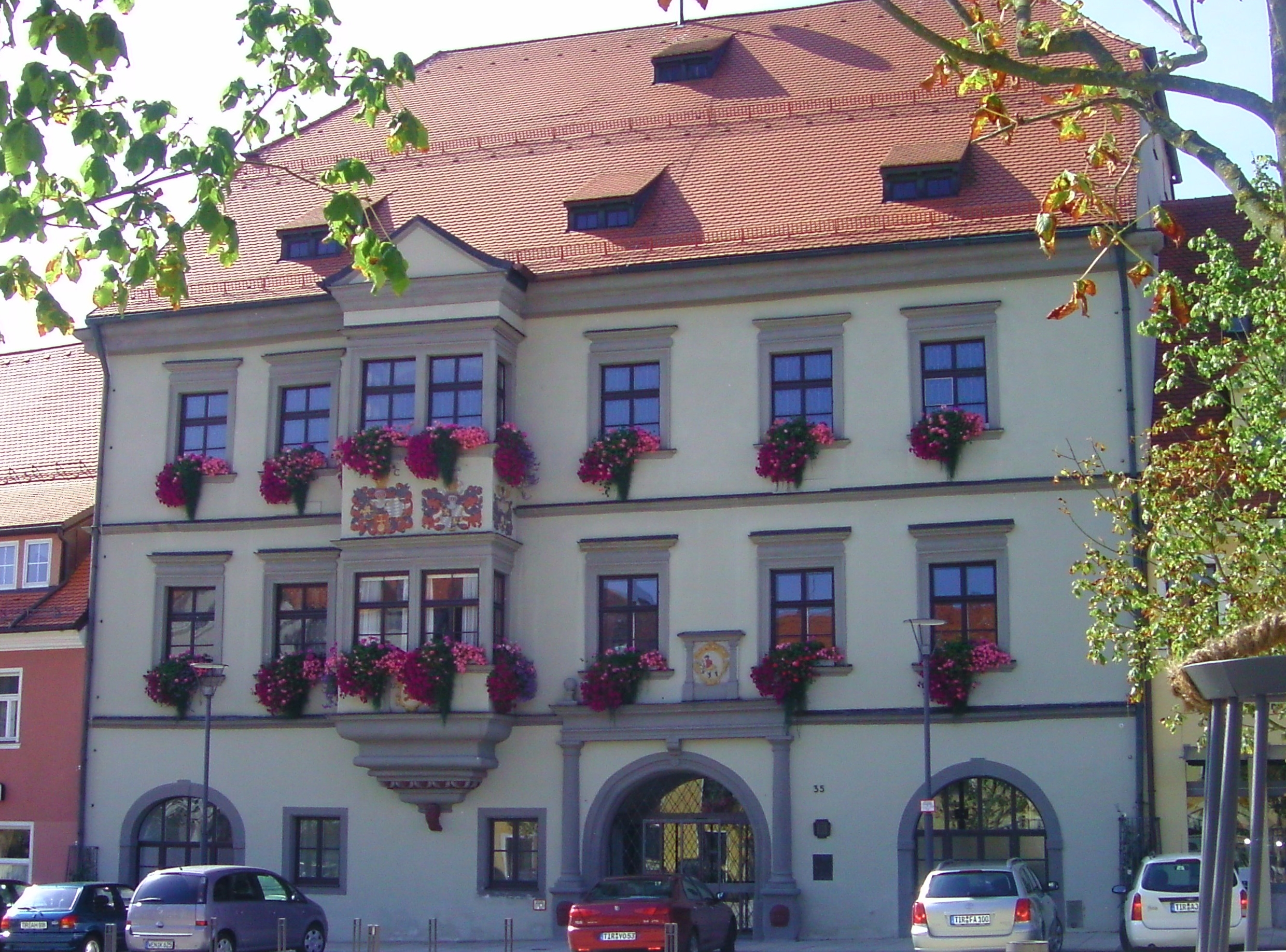
Rathaus in Tirschenreuth

Das Rathaus ist das zentrale Verwaltungsgebäude der Stadt Tirschenreuth in der Oberpfalz. Das Rathaus befindet sich am Marktplatz und wurde in den Jahren 1582/83 erbaut. Heute ist es ein geschütztes Baudenkmal.

## Geschichte
Das Tirschenreuther Rathaus befand sich ursprünglich in der Mitte des oberen Marktplatzes, wurde aber zur Erleichterung des Verkehrs in die westliche Häuserzeile auf dem Platz versetzt. Der heutige Bau stammt aus den Jahren 1582/83 und wurde im Renaissancestil erbaut. Beim großen Stadtbrand von Tirschenreuth 1814 brannte das Rathaus fast vollständig nieder. Lediglich die Fassade zum Marktplatz mit dem Erker blieb erhalten. Beim anschließenden Wiederaufbau wurde auf die beiden Stufengiebel und den kleinen Glockenturm auf dem Dach verzichtet.
Bis zum Anfang des 20. Jahrhunderts befand sich im Erdgeschoss neben dem Eingang ein kleiner Brotladen, in dem Bäcker aus der ganzen Stadt ihre Waren verkauften.

## Beschreibung

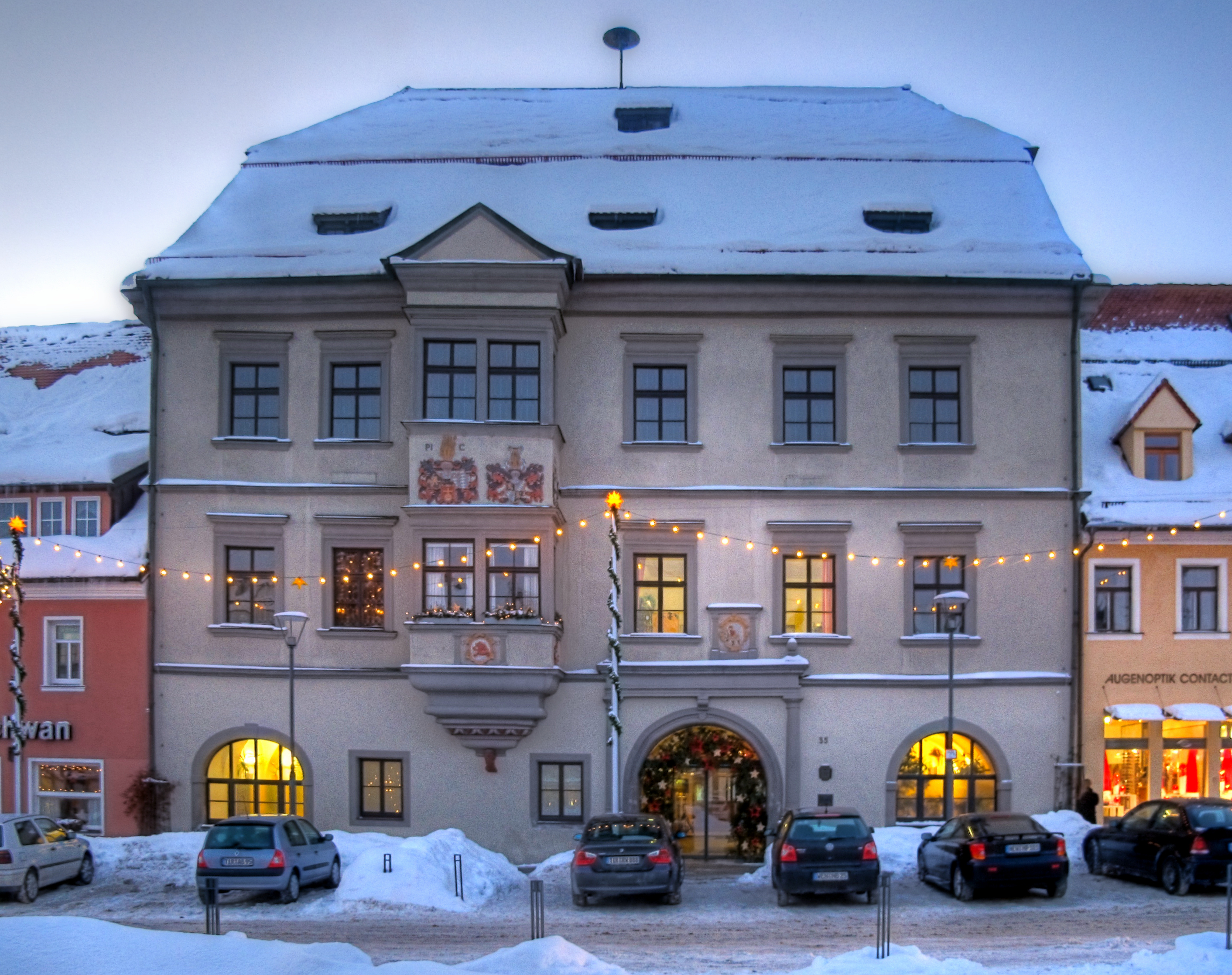
Winterliches Rathaus

Der Baustil des Rathauses orientiert sich am Stil der Renaissance. Besonders sehenswert ist der Erker an der Fassade des Bauwerks, der über die beiden Obergeschosse reicht und sich auf eine reich geschmückte Steinverankerung stützt. An der Vorderseite des Erkers sind die Wappen der Kurpfalz und das Waldsassener Klosterwappen abgebildet. An den beiden Seiten sind die Wappen der ehemaligen Bürgermeister Johann Sammet, Christoph Mauser, Philipp Thurn und Bartholomäus Fueger angebracht, die maßgeblich am Bau des neuen Rathauses im 16. Jahrhundert beteiligt waren.
Das Eingangsportal des Rathauses wird von Halbsäulen und einem Gebälk ohne Giebel umrahmt. Es leitet in einen gewölbten Durchgang, von dem man zur Rückseite des Hauses gelangt.